# Höcker Polytechnik
Höcker Polytechnik ist ein internationales Technologie-Unternehmen mit Hauptwerk in Hilter am Teutoburger Wald und zahlreichen in- und ausländischen Niederlassungen. Höcker Polytechnik konzipiert, plant und baut lufttechnische Anlagen, Brikettierpressen und individuelle Lösungen der Luftreinhaltung und Prozess-Abfallentsorgung für Industrie- und Handwerksbetriebe. Das Unternehmen ist ein führender Hersteller bei Absaug- und Filteranlagen sowie pneumatischen Fördersystemen für die Kartonagen- und Wellpappen-Industrie in Deutschland.
Im Jahr 2013 hatte Höcker Polytechnik mit seinen mehr als 50.000 Anlagen weltweit einen Umsatz von 40 Millionen Euro.

## Geschichte
1962 gründete Günther Höcker in Bad Laer das Unternehmen Polytechnik als Handels- und Montagefirma. 1966 wurde eine Niederlassung mit eigener Fertigung in Österreich gegründet. Nach fast 10 Jahren Aufbauzeit wurden alle Firmenanteile abgetreten.
1984 entstand eine zusätzliche Produktionsstätte in Bad Laer: die Höco GmbH. 1988 wurde die erste Gesenkbiegepresse in der Produktion eingesetzt, die zum weiteren Ausbau der Vorfertigungsabteilung beitrug. 1988 wurde das damalige Unternehmen Kampwerth Maschinenfabrik (heute Presto GmbH & Co. KG) übernommen. Dadurch konnte diese vor dem Konkurs gerettet werden. 1989 entstand nach dem Mauerfall ein neues Vertriebs- und Servicenetz in den Neuen Bundesländern.
1991 wurde die polnische Produktions- und Vertriebsgesellschaft DPU gegründet. Im Jahr 2012 waren dort ca. 70 Mitarbeiter beschäftigt. 1992 erfolgte die Eröffnung der Niederlassung Süd in Hohenstein. 1993 wurde Frank Höcker Geschäftsführer der Höcker Polytechnik GmbH. 1994 werden Vertriebsniederlassungen in den Neuen Bundesländern gegründet.
2000 wurde Höcker Teilhaber des tschechischen Unternehmens BRIKLIS, spol. s r.o. mit dem Ziel, dieses Unternehmen durch Bündelung der Vertriebsaktivitäten zum führenden europäischen Hersteller von hydraulischen Brikettierpressen zu entwickeln.
2003 begannen die Vertriebsaktivitäten in Russland. 2004 wurde die neue Brikettierpressenreihe BrikStar eingeführt. Mit ca. 1500 verkauften Anlagen (bis 2012) zählte sie zu den erfolgreichsten bei Höcker Polytechnik. 2006 wurde die Russische Vertriebsgesellschaft gegründet. Vertrieb von Produkten der Unternehmen Höcker Polytechnik GmbH und Presto GmbH & Co. KG.
2009 wurde nach zuvor zwanzigjähriger Vertriebsarbeit über Maschinenhändler die Höcker Polytechnik AG in der Schweiz gegründet.
2011 übernahm die Höcker Polytechnik GmbH 51 % der Anteile am südafrikanischen Anlagenbau-Unternehmen Clean Air Group (Pty) Ltd. mit Sitz in Kapstadt, Südafrika.
2014 übernahm die Höcker Polytechnik GmbH den operativen Geschäftsbetrieb der Pipgras Lackieranlagen GmbH mit Sitz in Hamburg, Deutschland.

## Produktion
Bis zum Jahr 2013 wurden insgesamt mehr als 50.000 Anlagen von der Höcker Polytechnik konzipiert, geplant und gebaut. Dazu gehören Brikettierpressen, Filteranlagen, Schredder und Zerkleinerungsanlagen, Abfallverdichtungsanlagen, Absauganlagen und Entstaubungsanlagen, Farbnebelabsaugsysteme und Lackierkabinen, Windsichtungsanlagen und Lüftungsanlagen, Energie-Effizienz-Systeme, Abscheider und Zyklone, Entstauber und mobile Absauggeräte, Restholzverwertung und Biomassenutzung.

## Niederlassungen
Höcker Polytechnik verfügt über mehrere Niederlassungen im In- und Ausland. Zu den ausländischen Standorten gehören: Niederlande, Frankreich, die Schweiz, Irland, Russland, Estland, Lettland, Litauen, Polen, Ungarn, Tschechische Republik sowie Vereinigte Staaten von Amerika, Brasilien, Südafrika, Australien, China, Vereinigte Arabische Emirate, Teheran, Jordanien, Israel.